# Кручик
Кручик (укр. Кручик) — село,
Павловский сельский совет,
Богодуховский район,
Харьковская область.
Код КОАТУУ — 6320886002. Население по переписи 2001 г. составляет 856 (389/467 м/ж) человек.

## Географическое положение
Село Кручик находится на обоих берегах реки Мерла (в основном на левом берегу).
Есть мост.
На расстоянии ~2 км находятся железнодорожные станции Гуты и Пост 168 км.
Ниже по течению примыкает пгт Гуты,
выше — село Павловка.
Село окружено большим лесным массивом (дуб, сосна).
Рядом проходит автомобильная дорога Р-46.

## История
- 1770 — дата основания.
- 1805 — уроженец села Василий Назарович Каразин основал в с. Кручик первое на Слободской Украине приходское училище.
- 1806 — В. Н. Каразин построил в селе Кручик особое помещение — школу. Это была не только первая школа для крепостных, но и первая народная школа на Восточной Украине.

## Экономика
- В селе есть молочно-товарная ферма.
- КСП «Шлях Ленина», зерно, свекла, молоко.
- Сельскохозяйственный производственный кооператив им. В. Н. Каразина.

## Культура
- Школа.

## Достопримечательности
- Братская могила советских воинов и Памятный знак воинам-односельчанам. Похоронено 19 воинов.
- Памятник В. Н. Каразину.
- Сад-парк В. Н. Каразина, заложенный им в XIX веке.

## Известные люди
- Каразин Василий Назарович — (10 февраля 1773, село Кручик, Богодуховского уезда Харьковской губернии — 16 ноября 1842) — русский учёный, инженер и общественный деятель, просветитель, основатель Харьковского университета, который сейчас носит его имя. Инициатор создания Министерства народного просвещения Российской империи.
- Ножка Степан Захарович — Герой Советского Союза.